# Fontana del Bacchino
La fontana del Bacchino, realizzata nel XVII secolo dello scultore Ferdinando Tacca,  si trova in piazza del Comune a Prato davanti al Palazzo Pretorio ed è uno dei simboli della città.

## Storia
La fontana pubblica della città venne realizzata tra il 1659 e il 1665 in occasione della proclamazione di Prato quale "città" e di Diocesi del 1653 (quest'ultima era limitata soltanto all'interno delle mura cittadine e con il Vescovo in comunione con Pistoia). 

## Descrizione
L'opera è dello scultore Ferdinando Tacca, che realizzò la figura bronzea di un Bacco giovane seduto attorno a grappoli d'uva. Da vari punti escono zampilli che scendono in una conca intermedia a forma di conchiglia e poi in una più grande vasca ottagonale dalla quale alcuni cannelli fanno scorrere l'acqua in vaschette semicirciolari.
La giovinezza e l'aspetto euforico del Bacco dovevano rispecchiare il rinnovamento cittadino. Oggi la scultura originale e la prima vasca si trovano al coperto nell'atrio del vicino Palazzo Comunale, mentre all'aperto sono state collocate delle copie novecentesche.

## Il condotto reale
La fontana era alimentata anticamente dal Condotto Reale delle Fonti. ll progetto originario della captazione delle acque dalle sorgenti di Carteano, del Palco e di Filettole, sulle pendici della Calvana, era stato elaborato nel 1639 dall’allievo di Pietro da Cortona, Bernardino Radi, cui subentrò nel 1641 l’ingegnere granducale Alfonso Parigi, deceduto prima del termine dei lavori, conclusi dall’architetto e scultore Ferdinando Tacca (Firenze, 1619-1686). Il programma iniziale del Condotto Reale delle Fonti prevedeva di raggiungere una fontana pubblica nel centro cittadino e includeva un circoscritto numero di allacciature. Tutta l’operazione venne finanziata dai Ceppi, con il concorso di alcune facoltose famiglie pratesi che pur di aver una qualche particella di acqua in casa si erano offerte di contribuire nelle spese.
Dopo aver superato il convento della Pietà e oltrepassato il ponte sul Bisenzio grazie alla spinta data dalla differenza di livello tra la sorgente di Carteano (150 metri circa) e piazza Mercatale (60 metri circa), il Condotto, una volta entrato in città, portava «l’acqua al Lavatojo pubblico» in prossimità del «Tiratojo» e all’abbeveratoio nei pressi di via dei Saponai.
Attraversata tutta la piazza e raggiunto con una lunga diramazione laterale il «Conservatorio di Santa Margherita oggi Martini», l’acquedotto risaliva via Garibaldi (già via Pellicceria) intersecando, dopo un centinaio di metri circa, presso l’incrocio con via dei Tintori, al Cantaccio, prima la gora di San Giorgio e subito dopo, la gora di Grignano. A partire da questo punto, lungo tutta la strada, iniziavano a farsi sempre più frequenti le derivazioni verso le residenze di cittadini benestanti (Martini, Vai, Buonamici, Mannucci, Bartolini), gli stessi che in prospettiva di futuri benefici avevano partecipato alla spesa sostenuta dai Ceppi per la costruzione del Condotto Reale.

## Altre immagini

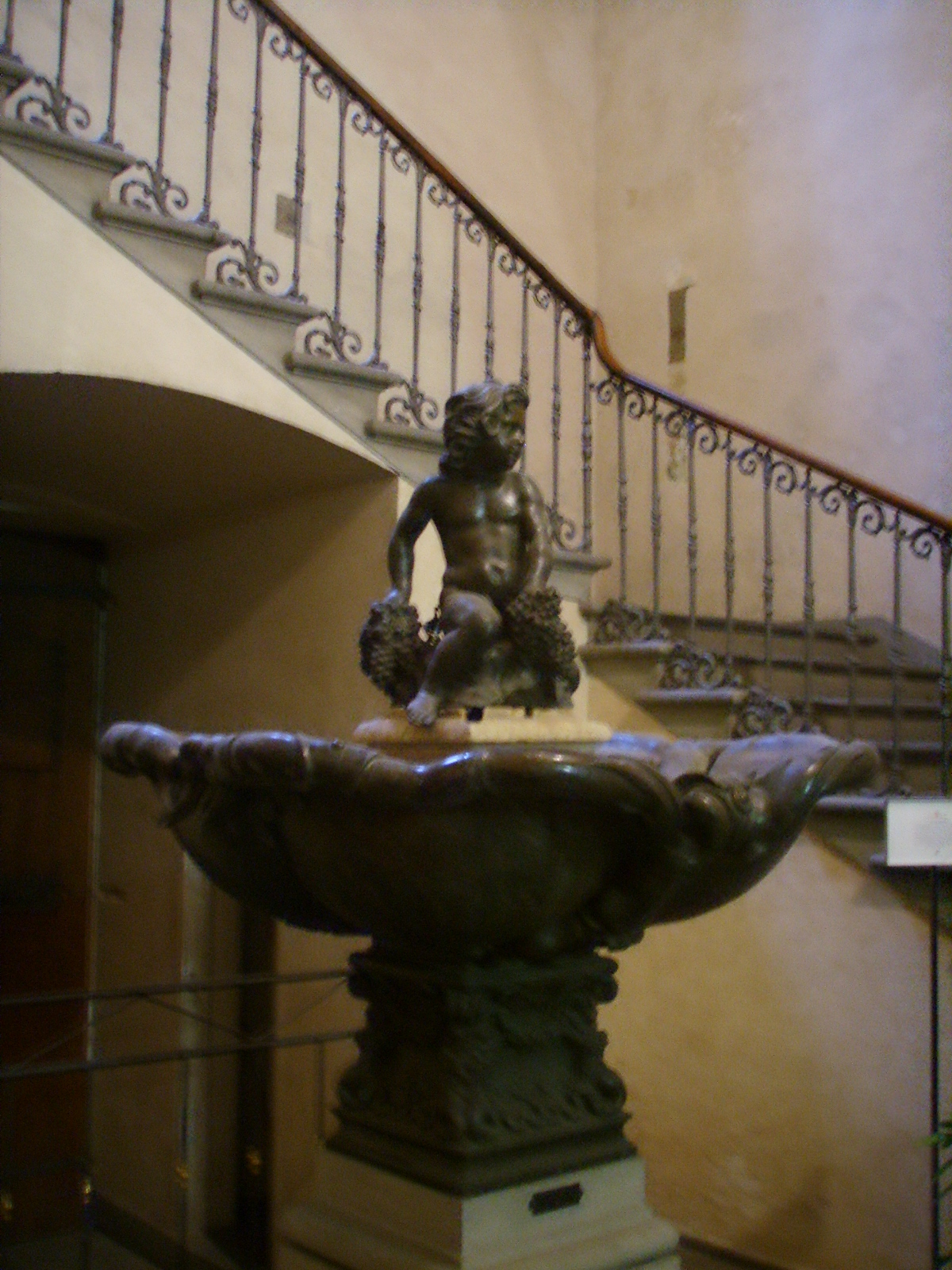
L'originale nel Palazzo Comunale
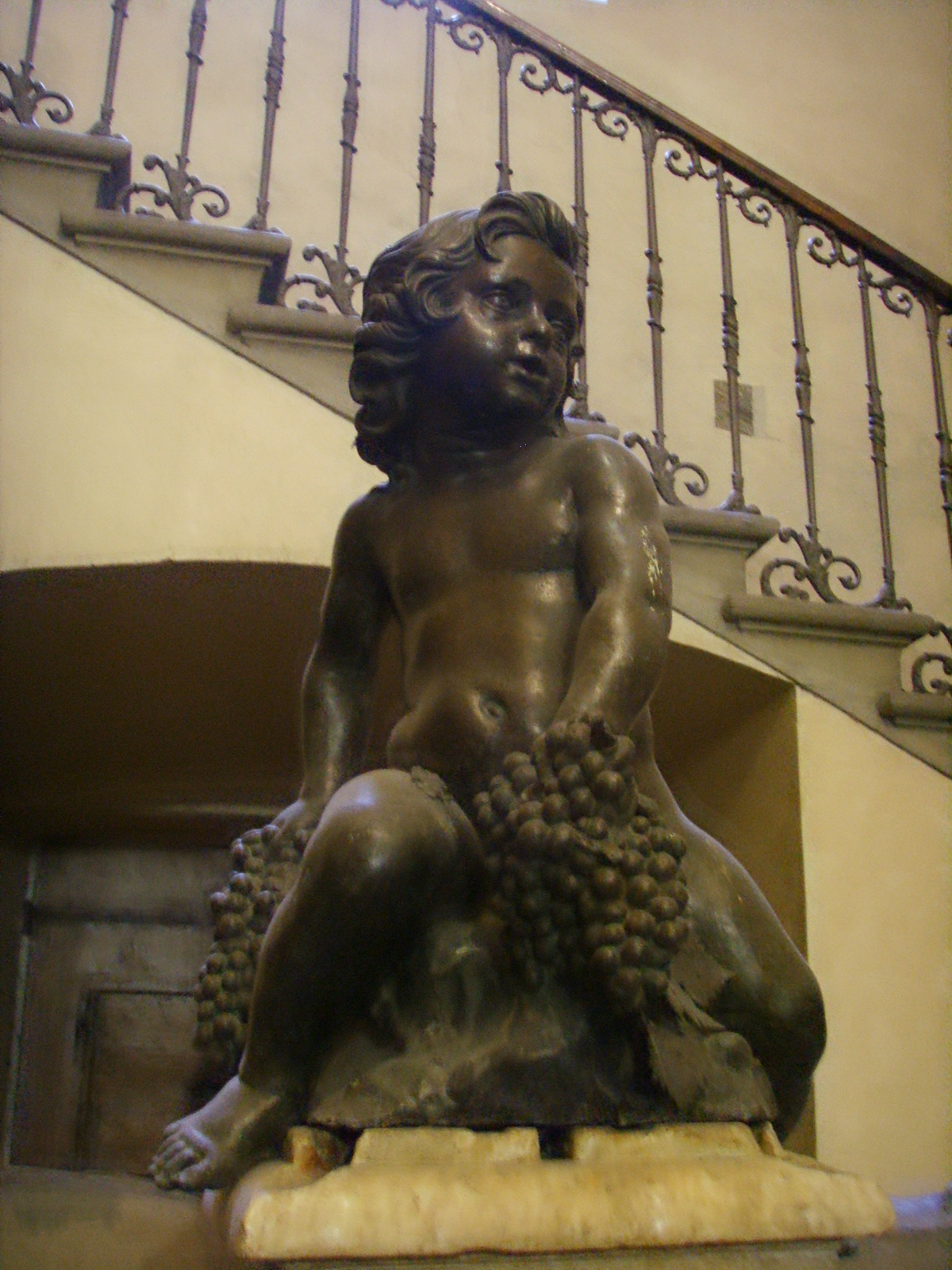
L'originale nel Palazzo Comunale
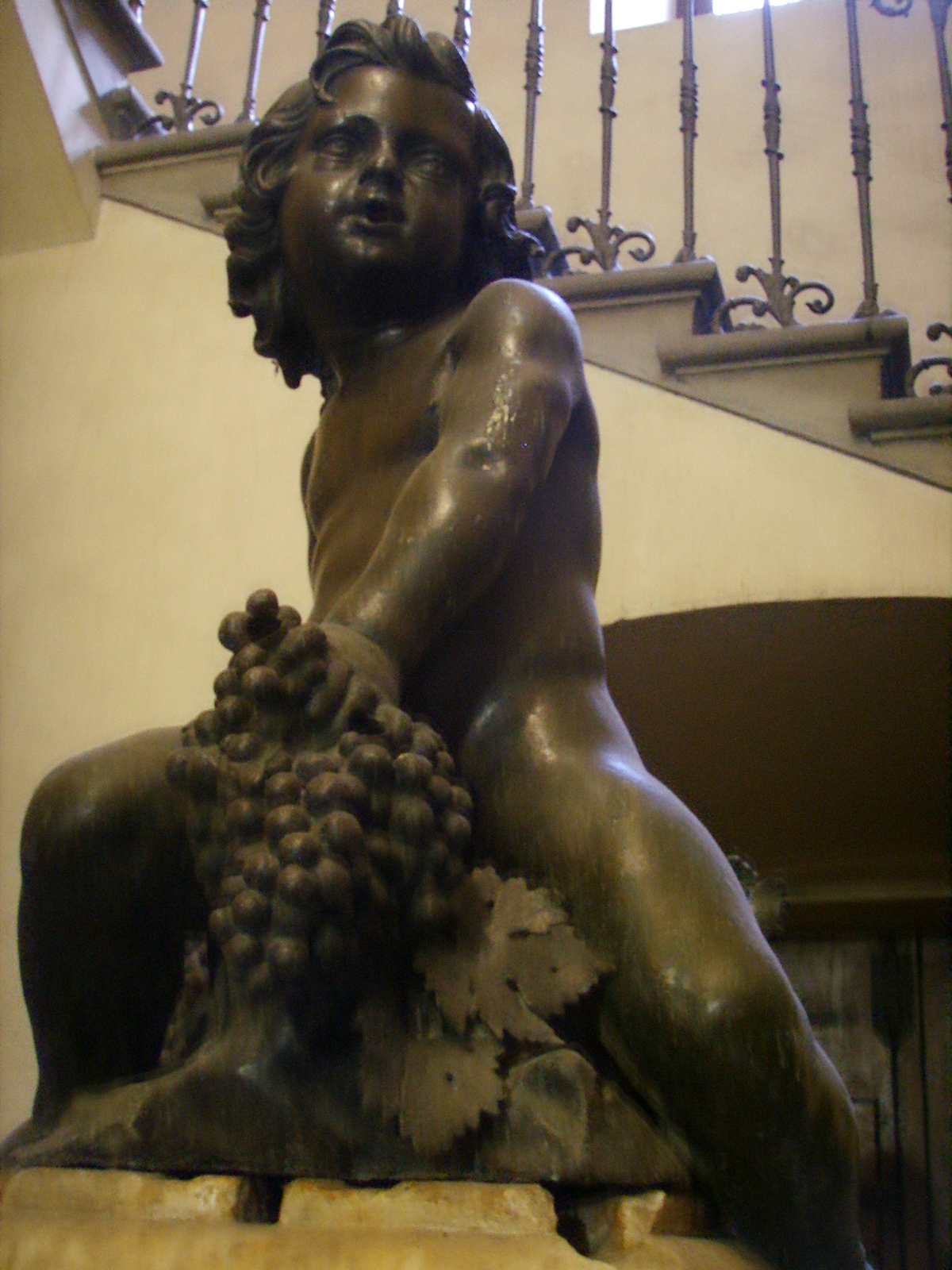
L'originale nel Palazzo Comunale